# Grigliatura delle acque reflue
La grigliatura delle acque reflue è uno dei trattamenti meccanici preliminari a cui vengono sottoposte le acque di scarico all'ingresso degli impianti di depurazione per rimuovere e ridurre i materiali sospesi e galleggianti. In alcuni casi particolari, come per le acque di pioggia o lo scarico a mare, tali trattamenti non hanno carattere preliminare, ma possono costituire l'unico intervento prima della dispersione dei reflui nell'ambiente.
La grigliatura è normalmente la prima di questi trattamenti, e ha come scopo principale la rimozione di corpi e oggetti grossolani. 
In particolare, la grigliatura permette di evitare danneggiamenti alle sezioni di impianto successive, ad esempio le pompe utilizzate per sollevare e spostare il liquido, e ridurre l'accumulo di solidi nelle tubazioni.

## Tipologie di griglie
La grigliatura si esegue facendo passare l'acqua attraverso una griglia, che può essere di vari tipi:
- A barre
- A maglie
- A piatti forati
- A tamburo

## Livelli di grigliatura
Le aperture possono avere dimensioni differenti, e si possono distinguere tre livelli di grigliatura:
- Grigliatura medio-grossolana
- Grigliatura fine
- Micro-grigliatura o setacciatura

### Grigliatura medio-grossolana
Le aperture hanno dimensione di 30–60 mm, e vengono quindi trattenuti i materiali aventi dimensioni superiori ai 3-6 centimetri (legno, carta, stracci, materiale vario) trasportati dalle acque reflue.
La griglia è costituita da una intelaiatura in acciaio, avente barre poste verticalmente o inclinate, poste in un canale di scorrimento dell'acqua (costituito solitamente da due pareti laterali in cemento) o adiacenti a bacini di raccolta acque. L'asporto del materiale trattenuto dalle barre può essere fatto in modo manuale o automatico in funzione della tipologia della griglia. 
Gli elementi di pulizia automatica possono essere ad esempio sgrigliatori mobili (pettini pulitori) che hanno la funzione di pulire il materiale depositatosi nelle barre della griglia scaricandolo, grazie allo scivolo ed al contropettine pulitore, in un apposito contenitore. La macchina è solitamente comandata da un quadro elettrico ed è dotata di dispositivi di emergenza, per evitare bloccaggio dei pettini o la rottura dell'apparato, agiscono grazie ad appositi “fine corsa” e limitatori di carico che ne determinano l'arresto o l'inversione di marcia.

### Grigliatura fine
La grigliatura fine serve a trattenere le particelle sospese aventi dimensioni superiori a 15-25 millimetri.
Solitamente viene effettuata tramite macchine a funzionamento automatico. Il materiale trattenuto viene inviato ad un compattatore per mezzo di coclee e insaccato.
I macchinari per la grigliatura possono essere:
- Griglie a gradini e a nastro: sono sistemi installati usualmente nei canali, anche profondi, e agiscono sollevando meccanicamente i solidi da separare. Le griglie sono costituite da elementi mobili configurati come i gradini di una scala mobile, o come un nastro trasportatore inclinato, opportunamente profilato. Le griglie si muovono dal fondo del canale verso l'alto, raccogliendo i solidi da separare e scaricandoli nella parte superiore.
- Griglie a tamburo: hanno l'elemento grigliante a forma di tamburo, ad asse orizzontale, mantenuto in rotazione da un motore. L'acqua, in ingresso in direzione tangenziale al cilindro da un lato, deposita sul tamburo gli elementi solidi sospesi; questi vengono trascinati fino ad incontrare una “lama scolmatrice” sull'altro lato, appoggiata con una certa pressione sulla superficie, che li devia e convoglia in un contenitore apposito. L'acqua, una volta entrata nel tamburo, cade verso il basso e lo attraversa nuovamente dall'interno verso l'esterno, effettuando quindi un “controlavaggio” sulla zona del tamburo inferiore, che ha già rilasciato le parti da eliminare. Possono essere presenti inoltre ugelli per pulire ulteriormente il tamburo.

### Micro-grigliatura o setacciatura
Le aperture hanno dimensione di 1–3 mm, quindi si utilizzano griglie più piccole, a maglia (reti metalliche di passo ridotto) o a piatti forati.
Una tipologia di dispositivo per micro-grigliatura è ad esempio il filtro a coclea: è formato da una coclea, cioè una vite senza fine, inclinata, immersa nella parte inferiore nel canale contenente il liquido da trattare, avvolta da un elemento filtrante cilindrico. Il liquido viene sollevato ed esce dalla griglia in una sezione apposita nella parte alta, mentre il materiale solido da evacuare raggiunge la sezione di raccolta all'estremità superiore. Se la coclea ha spire a passo ridotto nella parte superiore, si ha anche un effetto di compattazione del materiale grigliato.

## Applicazioni
Pre-trattamento negli impianti di trattamento delle acque reflue urbane e di varie tipologie di scarichi industriali.
La grigliatura può essere eventualmente modulata in due fasi successive quindi con una prima grigliatura grossolana avente la finalità di intercettare i corpi più voluminosi e una successiva  grigliatura fine, per intercettare le parti di minori dimensioni.